# سیارک ۹۰۸۱۷
سیارک ۹۰۸۱۷ (به انگلیسی: 90817 Doylehall، نامگذاری:1995RO) نود هزار و هشتصد و هفدهمین سیارک کشف شده‌است که در ۱ سپتامبر ۱۹۹۵ کشف شد.